# La La Song (non credo di essere al sicuro)
La La Song (non credo di essere al sicuro) è una canzone del 2007 interpretata dalla cantante romana Giorgia. È il secondo brano estratto dall'album Stonata ed è uscito in radio il 25 gennaio 2008.

## Il brano
La canzone è stata eseguita dal vivo durante il Festival di Sanremo 2008 venerdì 29 febbraio. Si tratta di un pezzo molto diverso dal precedente Parlo con te: un reggaeton bianco con una citazione del "Tango della gelosia" molto orecchiabile nel tipico stile di Giorgia. Il testo è della stessa Giorgia; la musica è di Maurizio D'Aniello ed Elisa Rosselli con la fisarmonica di Gianni Davoli e il quartetto d'archi Chirera. A suonare il basso elettrico Marco Siniscalco della band Aires Tango.

## Il video
Il videoclip, girato da Luca Tommassini è stato presentato in anteprima giovedì 28 febbraio 2008, prima dell'inizio del concerto a Firenze, prima data del tour di Giorgia "Stonata". In questo video si trovano nuove idee, un minimo di sperimentazione per il contesto italiano e l'elemento fondamentale, l'incisività di immagini che non si dimenticano. Come Giorgia cotonata vestita con una tuta aderentissima e colorata, la versione elegantissima da ballerina di tango e la bellissima scritta finale "Save the planet".

## Successo commerciale
Il brano ha raggiunto la posizione n° 12 della classifica FIMI dei singoli più venduti in Italia il 27 febbraio 2008.

## Classifiche
| Classifica (2008) | Posizione massima |
| ----------------- | ----------------- |
| Italia            | 12                |